# Cleora alexis
Cleora alexis là một loài bướm đêm trong họ Geometridae.